# Club Excursionista de Gràcia
El Club Excursionista de Gràcia és una entitat dedicada a l'excursionisme fundada al barri de Gràcia de Barcelona el 13 de gener de 1922 per Josep Buch i Parera, Jaume Martorell i Agustí Sobrevia, aleshores amb el nom de Grup Excursionista Mai Enrere per tal de salvar unes imposicions de la Dictadura de Miguel Primo de Rivera. El 1927 va fundar l'Arxiu de Gràcia per iniciativa d'Eudald Canivell, el 1931 va promoure el Càmping Club de Gràcia, el 1940 la Secció de Muntanya i el 1941 creà un grup especial d'escalada. Més endavant van promoure un grup de cantaires muntanyencs (1950) i el Grup d'investigacions Espeleològiques el 1953. El 1972 va introduir a Catalunya i més tard a Espanya els Senders de gran recorregut.
Ha col·laborat en les tasques del Congrés Excursionista Català, ha estat promotor de la Comissió Excursionista del Congrés de Cultura Catalana, ha tingut cura en diverses ocasions de la renovació de la Flama de la Llengua Catalana. Convocà i formà part de les comissions pels aniversaris de Jacint Verdaguer i darrerament del monument a Josep Maria Batista i Roca. També ha proposat la creació de la Federació Catalana de Muntanyisme. El 1992 va rebre la Creus de Sant Jordi i el 2004 la Medalla d'Honor de Barcelona. Organitza la Travessa Matagalls-Montserrat. Des de l'any 2002 l'entitat ha doblat el nombre de socis, així com el nombre de participants en la històrica Travessa Matagalls Montserrat.
Una de les seves seccions principals és el Grup Especial d'Escalada (GEDE) creat el 1941, amb la finalitat de formar tots aquells que volguessin anar a la muntanya i, especialment els que volguessin practicar l'escalada.
La secció de cantaires ha organitzat diversos cops la Festa de la cançó de muntanya.
Actualment i amb la línia de potenciar les activitats de muntanya, el Club Excursionista de Gràcia ha estat donant suport a la Fira del Llibre de Muntanya del Collsacabra, avui en dia denominada Fira del Llibre, Turisme i Esports de Muntanya, institució que actualment ha renovat la presidència i aquesta és conduïda per l'anterior president del CEG, Sr. Francesc Sanahuja i Toledano.

## Fons
Part del seu fons es conserva a l'Arxiu Fotogràfic de Barcelona. El fons conté fotografies reunides per l'entitat amb la idea de crear un arxiu dins del mateix centre que recollís no solament la història del club, sinó també la del barri i de la ciutat. El material fa referència, essencialment, al barri de Gràcia. També mostra part de l'arquitectura religiosa i civil de la ciutat. A més, recull fotografies d'esdeveniments històrics, com ara la visita d'Alfons XIII a Barcelona o l'incendi dels magatzems El Siglo.